# تجويف القحف
تجويف القحف (بالإنجليزية: Cranial cavity)‏ أو تجويف داخل القحف (بالإنجليزية: intracranial space)‏ هو تجويف داخل الجمجمة. الدماغ المغلف بالسحايا يشغل التجويف بينما السائل الدماغي الشوكي يصد الصدمات.
تجويف القحف مكون من التحام ثمانية عظام هي عظام القحف، وهي كما يلي:
- العظم الجبهي
- العظم القذالي
- العظم الوتدي
- العظم الغربالي
- العظمان الجداريان
- العظمان الصدغيان

استيعاب تجويف القحف عند الإنسان البالغ يتراوح ما بين 1200-1700 سم مكعب.